# Lycaeides cajona
Lycaeides cajona är en fjärilsart som beskrevs av Tryon Reakirt 1866. Lycaeides cajona ingår i släktet Lycaeides och familjen juvelvingar. Inga underarter finns listade i Catalogue of Life.